# Gemeiner Waldfreund-Rübling
Der Gemeine Waldfreund-Rübling (Gymnopus dryophilus, Syn. Collybia dryophila), auch kurz Waldfreund oder Gemeiner Rübling genannt, ist eine Pilzart aus der Familie der Omphalotaceae. Die häufige Spezies kann in Mitteleuropa vom Frühling bis in den Herbst hinein in Laub- und Nadelwäldern gefunden werden.

## Merkmale

### Makroskopische Merkmale
Der Hut ist 2–6 cm breit. Die Färbung ist stark vom Wassergehalt abhängig (Hygrophanität): Feucht ist sie gelb- bis kastanienbraun sowie im Alter mit dunkler Mitte und hellem Rand. Trocken ist er cremefarben, gelegentlich weißlich. Er ist anfangs gewölbt und weitet sich im Alter, bis er flach oder schwach schalenförmig ist. Der Hutrand ist zunächst scharf und bei Feuchtigkeit gerieft, im Alter dann gewellt. Die Hutoberfläche ist glatt und kahl, bei feuchter Witterung etwas fettig. Die engstehenden Lamellen sind anfangs weiß, später etwas cremefarben. Sie reichen bis zum Stiel, sind aber dort nicht verwachsen. Die Blätter stehen gedrängt und sind schmal.
Der schlanke, zylindrische Stiel ist 2–8 cm hoch und hat einen Durchmesser von 2–6 mm. Er ist oft zusammengedrückt oder an der Basis leicht angeschwollen. Die Färbung ähnelt der des Hutes, ist jedoch an der Spitze heller und zur Basis hin dunkler orangebraun getönt. Die Oberfläche ist glatt und kahl. Der Basalfilz ist weißlich, mitunter auch schwach schmutzig rosa gefärbt. Das Fleisch ist blass getönt und wässrig. Es besitzt einen schwachen Geruch, manchmal angenehm säuerlich nach frischem Holz und schmeckt mild.
Die Fruchtkörper des Gemeinen Waldfreund-Rüblings und verwandter Arten können nach einem Zusammenschrumpfen bei Trockenheit bei feuchter Witterung wieder aufleben.

### Mikroskopische Merkmale
Die 4–7 × 2–4 Mikrometer großen Sporen sind glatt und elliptisch oder leicht tropfenförmig, hyalin, inamyloid. Die Basidien sind 4-sporig. Die Cheilozystiden sind unregelmäßig keulig geformt und besitzen breite Auswüchse, die sich vor allem am oberen Ende der Zystiden befinden.

## Artabgrenzung
Der äußerlich ähnliche giftige Striegelige Rübling (Gymnopus hariolorum) unterscheidet sich deutlich anhand des Geruches nach faulendem Kohl und durch einen zur Basis hin stark filzigen Stiel.
Schwer abzugrenzen ist vor allem der enge Verwandtschaftskreis, in dem sich u. a. der Hellhütige Waldfreund-Rübling (G. aquosus) und der Gelbblättrige Waldfreund-Rübling (G. ocior) befinden. Ersterer unterscheidet sich durch einen blasseren Hut und einen ocker-rosafarbenes Basalfilz. Seine Cheilozystiden weisen nur selten Auswüchse auf. Der Gelbblättrige Waldfreund-Rübling hat einen mehr kastanienbraunen Hut, oft – jedoch nicht immer – gelbe Lamellen und einen weißlichen oder gelblichen Basalfilz. Die Cheilozystiden besitzen am oberen Ende einen oder mehrere fingerförmige Auswüchse. Aufgrund zahlreicher Übergänge auch bei den mikroskopischen Merkmalen ist jedoch umstritten, ob es sich um eigenständige Arten oder nur um Varietäten einer Art handelt, siehe dazu den Abschnitt Systematik und Taxonomie.

## Ökologie und Phänologie
Der Gemeine Waldfreund-Rübling ist in fast allen Laub- und Nadelwäldern Mitteleuropas anzutreffen. Besonders bevorzugt werden dabei Rotbuchenwälder. Daneben ist er vor allem in Mischwäldern mit Eichen, Hainbuchen, Ahornen und anderen Laubbäumen zu finden. In Nadelbaumbeständen ist der Pilz vor allem in Fichtenwäldern und -forsten verbreitet. Er lebt als Saprobiont überwiegend in Waldböden, befällt aber mitunter auch Holz.
Die Fruchtkörper erscheinen einzeln bis massenhaft, verteilt bis büschelig aus der Streuschicht auf dem Waldboden. Sie werden von Mai bis Anfang November gebildet. Einzelne Exemplare können bis ins nächste Jahr überdauern.

## Verbreitung
Der Gemeiner Waldfreund-Rübling ist in der Holarktis, in Südamerika (Venezuela) und Australien, möglicherweise auch kosmopolitisch verbreitet. In der Holarktis ist er vor allem meridional bis boreal anzutreffen. Somit ist der Pilz in Nordamerika, Europa und den Kanarischen Inseln, in Nordafrika (Marokko) und Asien zu finden. In Nordamerika reicht das Gebiet in den USA und Kanada nordwärts bis Alaska und Grönland. In Asien finden sich Nachweise in Kleinasien, im Kaukasus, in Israel, in Sibirien, auf Kamtschatka sowie in Korea und Japan.
In Europa reicht das Gebiet von Großbritannien, den Benelux-Ländern und Frankreich im Westen bis Estland, Belarus und Russland im Osten, südwärts bis Spanien, Italien, Mazedonien, Bulgarien und auf die Halbinsel Krim sowie nordwärts bis Island und Fennoskandinavien. Dort reichen die Funde bis weit über den Polarkreis. In Deutschland ist die Art von den Küsten bis in die Alpen überall gemein.

## Systematik und Taxonomie
Die offizielle wissenschaftliche Erstbeschreibung der Art erfolgte durch Jean Baptiste Francois Bulliard in seinem 1821 veröffentlichten Werk „Herbier de la France“ als Agaricus dryophilus. Das Art-Epitheton bezeichnet die Art etwas irrigerweise als „Eichen liebend“. Zur wissenschaftlichen Anerkennung der neuen Art führte allerdings erst die Bezugnahme auf diese Artenbeschreibung durch Elias Magnus Fries in seinem 1821 erschienenen ersten Band seines „Systema mycologicum“.
Die von Paul Kummer in seinem 1871 veröffentlichten „Führer in die Pilzkunde“ vorgenommene Zuordnung zur Gattung der Zwergrüblinge (Collybia) genoss längere Zeit Anerkennung. Derzeit folgt die Wissenschaft noch der von William Alphonso Murrill im Jahr 1916 vorgeschlagenen Zuordnung, der die Art als Typusart für eine neu eingeführte Gattung verwandte.
Mit Gymnopus aquosus, Gymnopus ocior u. a. existieren eventuell weitere nah verwandte Arten. Es wird diskutiert, ob es sich tatsächlich um einen Komplex aus mehreren Arten oder nur um Variationen von Gymnopus dryophilus handelt. Zwischen den Eigenschaften, die gelegentlich zur Unterscheidung dienen, werden immer wieder Übergänge beobachtet. Als verhältnismäßig sicheres Merkmal wird häufig die Gestalt der Cheilozystiden angegeben. Allerdings können auch damit nicht alle Individuen zugeordnet werden.

## Bedeutung

### Ökologie
Aufgrund der großen Toleranz gegenüber Bodenbedingungen (Euryökie) und in der Lage ist Laub- als auch Nadelstreu abzubauen, besitzt er eine große Bedeutung im Stoffkreislauf des Waldes. Er ist in der Lage, Zellstoff als auch Lignin abzubauen.

### Inhaltsstoffe
In den Fruchtkörpern wurden Beta-Glucane nachgewiesen. Sie hemmen im Körper stark die Produktion von Stickstoffmonoxid und versprechen damit eine gute entzündungshemmende Wirkung. Jene Verbindung, die speziell im Gemeinen Waldfreund-Rübling gefunden wurde, wird auch als Collybia-dryophila-Polysaccharid (CDP) bezeichnet.

### Speisewert
Er ist essbar, ist jedoch als Speisepilz von geringer Bedeutung, da er wenig schmackhaft und kaum ergiebig ist. Dazu sollte er nur gründlich gekocht genossen und von empfindlichen Personen ganz gemieden werden. Der zähere Stielteil gilt als besonders unattraktiv für Speisezwecke.